# Conus monile
Espèce
Statut de conservation UICN

 LC  : Préoccupation mineure
Conus monile est une espèce de mollusques gastéropodes marins de la famille des Conidae.
Comme toutes les espèces du genre Conus, ces escargots sont prédateurs et venimeux. Ils sont capables de « piquer » les humains et doivent donc être manipulés avec précaution, voire pas du tout.

## Description
La taille d'une coquille adulte varie entre 45 mm et 95 mm. La spire, de couleur châtaigne, est presque plane, avec un apex surélevé. Le verticille est étroitement strié en dessous, et généralement taché de châtaigne à la base. La couleur de la coquille est blanche, avec des flammes obliques, des taches et de courtes lignes de châtaigne, disposées en séries tournantes. 

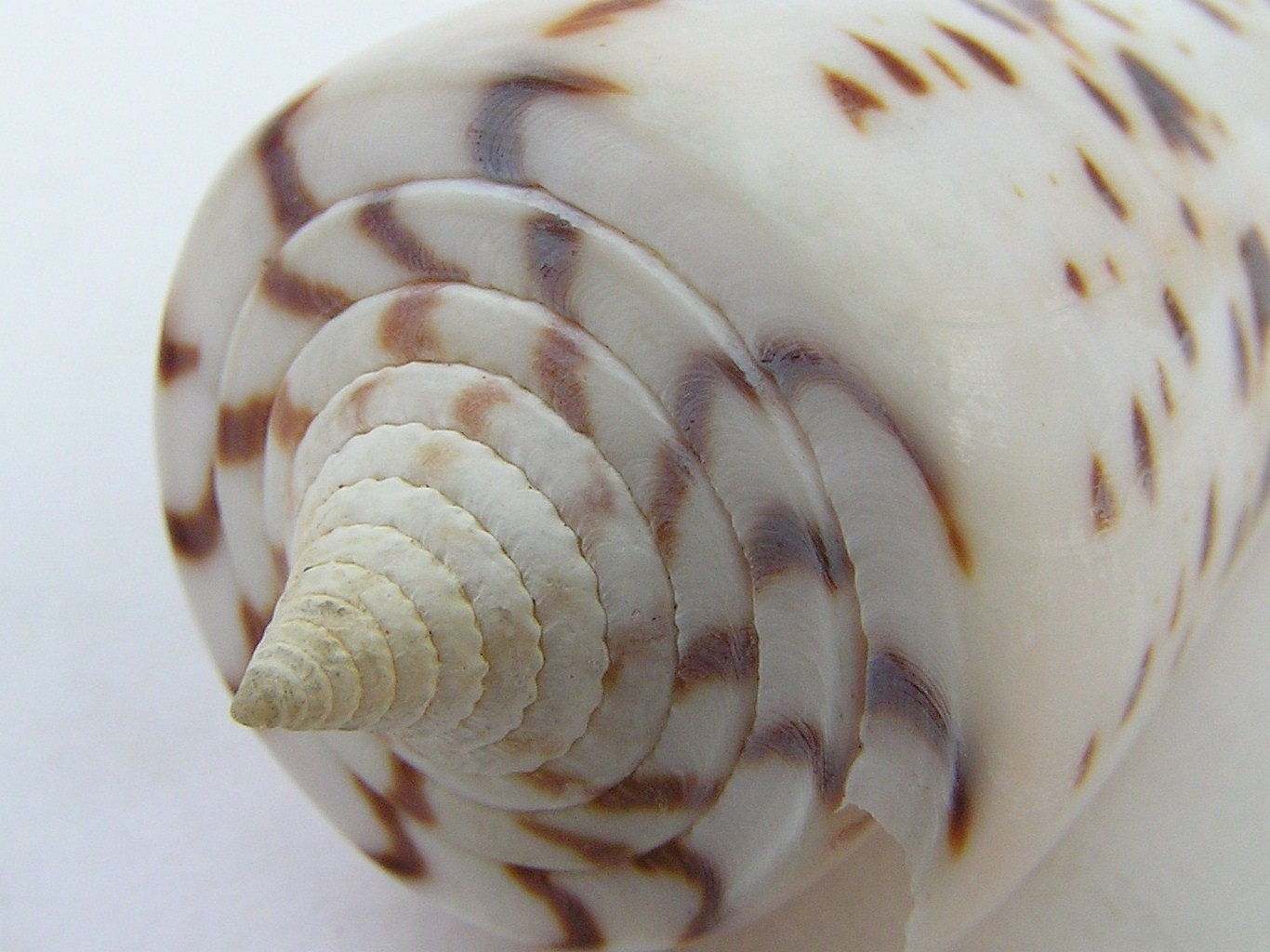
L'apex surélevé de la flèche de Conus monile

## Distribution
Cette espèce est présente dans le nord-est de l'océan Indien, au large de l'Inde et du Sri Lanka, jusqu'à l'ouest de la Thaïlande.

### Niveau de risque d’extinction de l’espèce
Selon l'analyse de l'UICN réalisée en 2011 pour la définition du niveau de risque d'extinction, cette espèce est présente dans une large gamme dans l'océan Indien. Elle est très commune et il n'y a pas de menaces majeures connues. Elle est inscrite dans la catégorie préoccupation mineure.

## Taxonomie

### Publication originale
L'espèce Conus monile a été décrite pour la première fois en 1792 par le conchyliologiste danois Christian Hee Hwass dans « Encyclopédie méthodique ou par ordre de matières Histoire naturelle des vers - volume 1 » écrite par le naturaliste français Jean-Guillaume Bruguière (1750-1798),.

### Synonymes
- Conus (Strategoconus) monile Hwass, 1792 · appellation alternative
- Conus marmoreus Perry, 1811 · non accepté
- Cucullus cereolus Röding, 1798 · non accepté
- Cucullus ornatus Röding, 1798 · non accepté
- Strategoconus monile (Hwass, 1792) · non accepté